# Bahnstrecke Peabody–Tewksbury Junction
| Streckenlänge: | 27,17 km             |                                                      |                                                      |
| Spurweite: | 1435 mm (Normalspur) |                                                      |                                                      |
| |                      |                                                      |                                                      |
| Gesellschaft: | zuletzt ST           |                                                      |                                                      |
| \| \| \| von Salem \| \| \| \| 0,00 \| Peabody MA (ehem. Keilbahnhof, früher South Danvers) \| Peabody MA (ehem. Keilbahnhof, früher South Danvers) \| \| \| \| nach Wakefield Junction \| \| \| \| \| Bay State Street Railway (Central Street) \| \| \| \| \| nach North Andover \| \| \| \| 2,77 \| Proctor (früher Proctors Corner) \| Proctor (früher Proctors Corner) \| \| \| \| Interstate 95 \| \| \| \| \| Strecke Newburyport–Wakefield Junction \| \| \| \| \| Verbindung nach Newburyport \| \| \| \| 5,71 \| West Peabody MA (früher West Danvers) \| West Peabody MA (früher West Danvers) \| \| \| 6,87 \| Phelps Mills \| Phelps Mills \| \| \| 10,59 \| South Middleton MA (früher Oak Dale) \| South Middleton MA (früher Oak Dale) \| \| \| 14,81 \| North Reading MA \| North Reading MA \| \| \| \| Bay State Street Railway (Central Street) \| \| \| \| 16,38 \| Meadowview \| Meadowview \| \| \| 20,42 \| Park Street (früher Browns, North Wilmington) \| Park Street (früher Browns, North Wilmington) \| \| \| \| Interstate 93 \| \| \| \| \| Verbindung nach Agamenticus \| \| \| \| \| Strecke Wilmington–Agamenticus \| \| \| \| \| Verbindung von Wilmington \| \| \| \| 22,40 \| Wilmington Junction MA \| Wilmington Junction MA \| \| \| \| Shawsheen River \| \| \| \| 24,70 \| Burtt's (früher Burtt's Crossing, Burtt's Mill) \| Burtt's (früher Burtt's Crossing, Burtt's Mill) \| \| \| 26,52 \| Salem Junction MA (früher Almshouse) \| Salem Junction MA (früher Almshouse) \| \| \| \| von Lawrence \| \| \| \| 27,17 \| Tewksbury Junction MA \| Tewksbury Junction MA \| \| \| \| nach Lowell \| \| |                      |                                                      |                                                      |
| Strecke |                      | von Salem                                            | von Salem                                            |
| Dienststation / Betriebs- oder Güterbahnhof | 0,00                 | Peabody MA (ehem. Keilbahnhof, früher South Danvers) | Peabody MA (ehem. Keilbahnhof, früher South Danvers) |
| Abzweig ehemals geradeaus und nach links |                      | nach Wakefield Junction                              | nach Wakefield Junction                              |
| Kreuzung (Strecken außer Betrieb) |                      | Bay State Street Railway (Central Street)            | Bay State Street Railway (Central Street)            |
| Abzweig geradeaus und nach rechts (Strecke außer Betrieb) |                      | nach North Andover                                   | nach North Andover                                   |
| Haltepunkt / Haltestelle (Strecke außer Betrieb) | 2,77                 | Proctor (früher Proctors Corner)                     | Proctor (früher Proctors Corner)                     |
| Strecke mit Straßenbrücke (Strecke außer Betrieb) |                      | Interstate 95                                        | Interstate 95                                        |
| Kreuzung (Strecken außer Betrieb) |                      | Strecke Newburyport–Wakefield Junction               | Strecke Newburyport–Wakefield Junction               |
| Abzweig geradeaus und von rechts (Strecke außer Betrieb) |                      | Verbindung nach Newburyport                          | Verbindung nach Newburyport                          |
| Bahnhof (Strecke außer Betrieb) | 5,71                 | West Peabody MA (früher West Danvers)                | West Peabody MA (früher West Danvers)                |
| Haltepunkt / Haltestelle (Strecke außer Betrieb) | 6,87                 | Phelps Mills                                         | Phelps Mills                                         |
| Bahnhof (Strecke außer Betrieb) | 10,59                | South Middleton MA (früher Oak Dale)                 | South Middleton MA (früher Oak Dale)                 |
| Bahnhof (Strecke außer Betrieb) | 14,81                | North Reading MA                                     | North Reading MA                                     |
| Kreuzung (Strecken außer Betrieb) |                      | Bay State Street Railway (Central Street)            | Bay State Street Railway (Central Street)            |
| Haltepunkt / Haltestelle (Strecke außer Betrieb) | 16,38                | Meadowview                                           | Meadowview                                           |
| Haltepunkt / Haltestelle (Strecke außer Betrieb) | 20,42                | Park Street (früher Browns, North Wilmington)        | Park Street (früher Browns, North Wilmington)        |
| Strecke mit Straßenbrücke (Strecke außer Betrieb) |                      | Interstate 93                                        | Interstate 93                                        |
| Abzweig geradeaus und nach rechts (Strecke außer Betrieb) |                      | Verbindung nach Agamenticus                          | Verbindung nach Agamenticus                          |
| Kreuzung (Strecke geradeaus außer Betrieb) |                      | Strecke Wilmington–Agamenticus                       | Strecke Wilmington–Agamenticus                       |
| Abzweig geradeaus und von links (Strecke außer Betrieb) |                      | Verbindung von Wilmington                            | Verbindung von Wilmington                            |
| Bahnhof (Strecke außer Betrieb) | 22,40                | Wilmington Junction MA                               | Wilmington Junction MA                               |
| Brücke über Wasserlauf (Strecke außer Betrieb) |                      | Shawsheen River                                      | Shawsheen River                                      |
| Haltepunkt / Haltestelle (Strecke außer Betrieb) | 24,70                | Burtt's (früher Burtt's Crossing, Burtt's Mill)      | Burtt's (früher Burtt's Crossing, Burtt's Mill)      |
| Haltepunkt / Haltestelle (Strecke außer Betrieb) | 26,52                | Salem Junction MA (früher Almshouse)                 | Salem Junction MA (früher Almshouse)                 |
| Abzweig geradeaus, nach rechts und von rechts (Strecke außer Betrieb) |                      | von Lawrence                                         | von Lawrence                                         |
| Bahnhof (Strecke außer Betrieb) | 27,17                | Tewksbury Junction MA                                | Tewksbury Junction MA                                |
| Strecke (außer Betrieb) |                      | nach Lowell                                          | nach Lowell                                          |

Die Bahnstrecke Peabody–Tewksbury Junction (auch Salem Branch) ist eine Eisenbahnstrecke im Essex County und Middlesex County in Massachusetts (Vereinigte Staaten). Sie ist 27,17 Kilometer lang und verbindet die Städte Peabody, Middleton, North Reading, Wilmington und Tewksbury. Die normalspurige Strecke ist stillgelegt.

## Geschichte
Am 26. April 1848 erhielt die Salem and Lowell Railroad Company eine Konzession zum Bau und Betrieb einer Eisenbahnstrecke von South Danvers (heute Peabody) nach Tewksbury. Die Gesellschaft wurde am 31. Mai 1849 formal aufgestellt und begann im August des Jahres mit den Bauarbeiten. Am 5. August 1850 ging die Gesamtstrecke in Betrieb. Die Betriebsführung oblag zunächst der Lowell and Lawrence Railroad, deren Hauptstrecke in Tewksbury anschloss. Die Boston and Maine Railroad, deren Hauptstrecke in Wilmington Junction kreuzte, baute eine Verbindungskurve ein und vereinbarte mit der Lowell&Lawrence ein Mitbenutzungsrecht für den Abschnitt von Wilmington Junction nach Tewksbury Junction und weiter nach Lowell. Sie führte durchlaufende Züge von Boston nach Lowell ein. Auf diese Städteverbindung besaß jedoch die Boston and Lowell Railroad ein gesetzlich verankertes Monopol, das noch bis 1865 Gültigkeit hatte. Mit Wirkung zum 1. Oktober 1858 pachtete die Boston&Lowell daher die Bahn und führte nun den Betrieb selbst. Die durchlaufenden Züge über Wilmington Junction nach Boston wurden sofort eingestellt. Die Boston&Lowell erwarb die Bahnstrecke am 2. Juli 1879 schließlich. 
Nachdem jedoch 1887 die Boston&Maine ihrerseits die Boston&Lowell gepachtet hatte, führte sie den Betrieb nun auf der Gesamtstrecke. Inzwischen hatte sie jedoch eine eigene Bahnstrecke nach Lowell eröffnet, über die die Züge von Boston liefen, sodass der Personenverkehr auf der Strecke spärlich blieb. Die berührten Orte wurden alle entweder durch andere Bahnstrecken auf direkterem Weg erschlossen oder hatten Straßenbahnen, die zu Bahnhöfen an den umliegenden Hauptstrecken verkehrten. Der Güterverkehr war ebenfalls nicht sonderlich umfangreich, neben Lokalgüterverkehr benutzten lediglich Kohlezüge aus dem Hafen von Salem, die in Richtung Westen fuhren, die Strecke. Im August 1924 stellte die Boston&Maine den Gesamtverkehr zwischen Wilmington Junction und Tewksbury Junction ein und legte Ende 1925 diesen Abschnitt still. Die nur wenige hundert Meter weiter nördlich liegende Strecke Lowell Junction–Lowell war geradliniger und besser ausgebaut und hatte auch eine Verbindungskurve in Richtung Lawrence, die durch zahlreiche Züge genutzt wurde.
Auch auf dem übrigen Streckenteil fuhren nur noch bis 1932 Personenzüge. Der Güterverkehr zwischen North Reading und Wilmington Junction endete im Mai 1935. Anfang 1939 wurde daraufhin der Abschnitt von einem Industrieanschluss etwa einen Kilometer westlich von South Middleton bis Wilmington Junction stillgelegt. 1962 legte die Boston&Maine auch den Abschnitt zwischen Peabody und dem Kreuzungsbahnhof West Peabody still. Etwa bis 1980 fuhren noch Güterzüge nach South Middleton. 1983 übernahm die Guilford Transportation die restliche Strecke, die jedoch ungenutzt war, und legte sie 1987 schließlich still.

## Streckenbeschreibung
Die Strecke beginnt im Keilbahnhof Peabody. Der nördliche Flügel des Bahnhofs beherbergte nicht nur die Strecke nach Tewksbury, sondern auch die Bahnstrecke Salem–North Andover, die jedoch kurz nach dem Verlassen des Bahnhofsgeländes nach Norden abbiegt. Die Strecke nach Tewksbury verläuft in westnordwestlicher Richtung und unterquert nach etwa fünf Kilometern die Interstate 95. Kurz darauf ist der Kreuzungsbahnhof West Peabody erreicht, wo die Bahnstrecke Newburyport–Wakefield Junction niveaugleich überquert wurde. Von der Unterführung der Staatsstraße 128 bis zur Interstate 95 und erneut westlich des Bahnhofs West Peabody liegt heute der Independence Greenway Trail, ein Rad- und Wanderweg, auf dem Trassee der Eisenbahn. Nach West Peabody biegt die Strecke nach Norden ab, und führt ab South Middleton wieder in westliche Richtung. In South Middleton endet auch der Independence Greenway Trail und die Trasse ist im weiteren Verlauf zugewachsen. 
Am früheren Bahnhof North Reading erinnert heute noch die Railroad Avenue an die Bahnstrecke. An der Central Street kreuzte hier die Überlandstraßenbahn der Bay State Street Railway von Lawrence nach Boston. Kurz vor Wilmington Junction quert in spitzem Winkel die Interstate 93 die Bahntrasse. Vor der Autobahn liegt die Ainsworth Road auf der Eisenbahnstrecke. Unmittelbar nach der Autobahn ist der Knotenpunkt Wilmington Junction erreicht, der mitten im Wald liegt. Der Personenbahnhof diente ausschließlich dem Umsteigen. Eine Verbindungskurve bot die Möglichkeit, Züge aus Richtung Boston und Wilmington auf die Strecke nach Tewksbury zu führen. Die Bahnstrecke verläuft nun weiter durch das in diesem Bereich locker besiedelte Stadtgebiet von Tewksbury. Zwischen Salem Junction und Tewksbury Junction mündete die Strecke in einem Gleisdreieck in die Bahnstrecke Lowell–Lawrence ein. Der Endbahnhof befand sich an der Livingston Street, die Züge fuhren von hier aus jedoch in der Regel bis Lowell weiter.

## Personenverkehr
1869 verkehrten täglich drei Zugpaare Lowell–Salem über die Strecke. In den 1870er Jahren wurden von der Boston&Lowell Zugläufe von Boston bzw. Wilmington nach Lawrence über Salem Junction eingeführt, die in Wilmington Junction auf die Bahnstrecke Richtung Tewksbury wechselten und über die Verbindungskurve nach dem Haltepunkt Salem Junction in Richtung Lawrence weiterfuhren. 1881 standen auf dieser Relation zehn Zugpaare zur Verfügung, mittwochs fuhr ein zusätzlicher Zug. Dazu kamen die weiterhin verkehrenden drei Zugpaare von Salem nach Lowell. Nach der Übernahme durch die Boston&Maine wurde der Sonntagsverkehr auf der Strecke eingestellt. 
Deutlich gekürzt wurde das Angebot nach der Eröffnung mehrerer Überlandstraßenbahnen, die Lawrence, Wilmington und Lowell verbanden. So verkehrten 1901 neben den drei Zügen von Salem auf der Strecke nur noch vier Zugpaare von Boston über Salem Junction nach Lawrence, von denen bis 1916 weitere drei wegfielen. Weitere Einschränkungen im Zuge des anwachsenden Individualverkehrs gab es nach Ende des Ersten Weltkriegs. 1920 fuhren nur noch zwei Züge von Salem nach Lowell und das eine verbleibende Zugpaar von Boston über Wilmington Junction und Salem Junction verkehrte nur noch bis South Lawrence. Nach der Stilllegung des westlichen Streckenteils 1925 fuhren bis zur Einstellung des Personenverkehrs im Juli 1932 die beiden Züge von Salem nach Lowell über Lowell Junction und über die parallel liegende Strecke, die ebenfalls durch Tewksbury führt.